# NGC 4306
NGC 4306 é uma galáxia lenticular (SB0) localizada na direcção da constelação de Virgo. Possui uma declinação de +12° 47' 15" e uma ascensão recta de 12 horas, 22 minutos e 04,2 segundos.
A galáxia NGC 4306 foi descoberta em 16 de Abril de 1865 por Heinrich Louis d'Arrest.